# Tidsforlængelse
Tidsforlængelse er to fænomener: tidsforlængelse som en konsekvens af tilstedeværelsen af gravitationel masse, og tidsforlængelse som en konsekvens af bevægelse. Disse fænomener er begge beskrevet af Albert Einsteins relativitets teorier. Fænomenet kan illustreres ved at antage, at to observatører hver især er forsynet med et ur af identisk lignende konstruktion og funktion. De to observatører bliver sat i bevægelse relativt i forhold til hinanden, og/eller bliver sat til at befinde sig forskelligt med hensyn til nærliggende gravitationel masse. Observatørernes synspunkt vil herefter generelt være, at den anden observatørs ur har ændret sin gang i forhold til deres eget urs gang.
De to former for tidsforlængelse kan begge fungere sammen.

## Oversigt over tidsforlængelse
Tidsforlængelse kan opstå på to måder:
1) at to legemer er i bevægelse med en relativ hastighed relativt i forhold til hinanden. Dette er tidsforlængelse som en konsekvens af bevægelse.
2) eller hvis der er forskellighed i de to legemers afstand fra en gravitationel masse. Dette er tidsforlængelse som en konsekvens af påvirkning af gravitation.
1) Vi antager at der er to legemer. Legeme nummer et er i relativ bevægelse, mens legeme nummer to er i hviletilstand (stillestående). Begge legemer er uden påvirkning af gravitation. Hvis legeme nummer et er i bevægelse med en relativ hastighed og er forsynet med et ur, vil legemets synspunkt være at dets ur går langsommere end legeme nummer tos ur. Det er tidsforlængelse. Jo hurtigere den relative hastighed som legeme nummer et bevæger sig med, jo større bliver tidsforlængelsen. Legeme nummer et vil dog opleve/opfatte tiden som den går normalt, selvom legeme nummer to som er i hviletilstand vil kunne måle at tiden går langsommere for legemer i bevægelse end legemer i hviletilstand. Der er derfor mange perspektiver, men konklusionen bliver at tiden går langsommere for legemer i bevægelse end for legemer i hviletilstand, selvom selve opfattelsen af selve tiden og hastigheden ikke bliver ændret for nogen af de nævnte systemer.
2) Når to legemer befinder sig forskelligt i forhold til gravitationel masse som Jorden eller Solen, opstår tidsforlængelse også (om legemerne er i bevægelse eller i hviletilstand er irrelevant i dette tilfælde af tidsforlængelse, hvis man kun ønsker at måle den gravitationelle tidsforlængelse, men som der står ovenfor kan begge fænomener fungere sammen). Den forenklede forklaring på gravitationel tidsforlængelse er beskrevet i den generelle relativitetsteori og siger, at uret, der er tættest på den gravitationelle masse, vil gå langsommere end uret, der er længere væk fra den gravitationelle masse. Det er gravitationel tidsforlængelse.
I Albert Einsteins relativitetsteorier, kan de ovennævnte tilfælde af tidsforlængelse blive opsummeret:
- I den specielle relativitetsteori, vil ure, der bevæger sig med hensyn til et observerende inertialsystem i hviletilstand, måles til at gå langsommere. Denne effekt er præcist beskrevet ved Lorentz-transformationen.
- I den generelle relativitetsteori, vil ure, der er påvirkede af et tyngdefelt – som f.eks. at være tæt på en planet – vise sig at gå langsommere.

Således i den specielle relativitetsteori er tidsforlængelsens effekt gensidig: som set fra den synsvinkel fra et af to ure (der er i bevægelse i forhold til hinanden) vil det være det andet ur, der er tidsforlænget. Dette forudsætter, at den relative bevægelse af begge parter er ensartet, og det er, at de ikke accelererer med hensyn til hinanden i løbet af observationerne.
I modsætning hertil er den gravitationelle tidsforlængelse (som behandles i den generelle relativitetsteori) ikke gensidig: Observatører i toppen af et tårn vil mene, at urene ved jordoverfladen tikker langsommere end deres eget. Observatører på jordoverfladen er enige i at der forskel, skønt der dog ikke er fuld enighed mellem parterne; alle observatørerne vil jo stadig hævde at deres egne lokale ure går korrekt, uanset deres højde eller påvirkning (af et tyngdefelt).

## Oversigt over tidsforlængelsens formler

### Tidsforlængelse forårsaget af bevægelse med relative hastigheder
Vi sætter her denne form for tidsforlængelse i perspektiv med et lille tankeeksperiment:
Vi antager, at et rumskib bærer en observatør med et ur; denne kalder vi vores 'bevægende og observerende inertialsystem'. Vi antager også, at en observatør, der er i hviletilstand med et ur, befinder sig ved begivenheden; denne kalder vi vores 'stillestående og observerende inertialsystem'. De to ure bliver sat i gang præcist samtidigt og på samme tid, som rumskibet går i gang med at flyve. Rumskibet flyver med en konstant hastighed, (v), og de to observatører vil nu erfare, at deres ure går med forskellig hastighed. Nærmere bestemt vil det bevægende og observerende inertialsystems ur gå langsommere end det stillestående ur, mens det stillestående og observerende inertialsystems ur vil gå hurtigere end det bevægende ur.
Formlen, hvormed man kan bestemme tidsforlængelsen (f.eks. for rumskibet) i den specielle relativitets teori, er:
{\displaystyle \Delta t'=\gamma \Delta t={\frac {\Delta t}{\sqrt {1-v^{2}/c^{2}}}}\,}
hvor
{\displaystyle \Delta t\,} er tidsintervallet målt af det stillestående og observerende inertialsystem – dette er kendt som: "proper time",
{\displaystyle \Delta t'\,} er det samme tidsinterval målt af det bevægende og observerende inertialsystem. Dette system bevæger sig med hastigheden v,
{\displaystyle v\,} er hastigheden, hvormed det bevægende inertial system bevæger sig,
{\displaystyle c\,} er lysets hastighed, og
{\displaystyle \gamma ={\frac {1}{\sqrt {1-v^{2}/c^{2}}}}\,} er Lorentzfaktoren.
Som skrevet vil man med denne formel kunne bestemme tidsforlængelsen forårsaget af bevægelse med relativistiske hastigheder. Det er dog først, når det bevægende inertialsystem begynder at bevæge sig med 1/10 af lysets hastighed, at tidsforlængelsen bliver bemærkelsesværdig.

### Tidsforlængelse forårsaget af påvirkninger af tyngdefelter (gravitationel tidsforlængelse)
Tankeeksperiment:
Vi antager, at et observerende inertialsystem står i toppen af et tårn, såvel som et observerende inertialsystem står på jordoverfladen. Begge observatørene bærer et ur og er i hviletilstand. De to observerende inertialsystemer i toppen af tårnet og på jordoverfladen vil erfare, at deres ure går med forskellig hastighed. Nærmere bestemt går observatørens, der befinder sig i toppen af tårnet, ur hurtigere end observatørens, der befinder sig på jordoverfladen, ur, mens observatørens, der befinder sig på jordoverfladen, ur går langsommere end observatørens, der befinder sig i toppen af tårnet, ur.
Formlen, hvormed man kan bestemme den gravitationelle tidsforlængelse (f.eks. for observatøren i toppen af tårnet) i den generelle relativitetsteori er:
{\displaystyle t_{0}=t_{f}{\sqrt {1-{\frac {2GM}{rc^{2}}}}}=t_{f}{\sqrt {1-{\frac {r_{0}}{r}}}}}
hvor
{\displaystyle t_{0}\,} er tidsforskellen mellem de to observatørers ure, eller tidsintervallet, som observatørens der befinder sig i toppen af tårnet, ur går hurtigere end observatørens, der befinder sig på jordoverfladen, ur;
{\displaystyle t_{f}\,} er tiden målt af observatørens ur på jordoverfladen (proper time);
{\displaystyle G\,} er den gravitationelle naturkonstant;
{\displaystyle M\,} er massen af objektet, der udsender tyngdefeltet;
{\displaystyle r\,} er distancen fra midten af objektet der udsender tyngdefeltet, til der hvor det observerende inertialsystem (i toppen af tårnet) befinder sig;
{\displaystyle c\,} er lysets hastighed; og
{\displaystyle r_{0}=2GM/c^{2}\,} kaldes Schwarzschild Radiussen a M.

## Tidsforlængelse og rumrejser
Det ville være muligt, for passagerer i et hurtigt-bevægende rumskib i fremtiden at rejse rigtig langt i rummet, mens de ældes langsommere end normalt, da tiden går langsommere i bevægelse end i hviletilstand. Hvis rumskibet bevægede sig med tilstrækkelig stor hastighed, ville virkningerne af tidsforlængelsen være dramatiske. For eksempel kunne 1 års rumrejsetid svare til 10 års jordtid!

## Myoneksistenstid
En sammenligning af myonlevetider ved forskellige hastigheder er muligt. Man kan i et laboratorium producere langsomt bevægende myoner, mens der i atmosfæren bliver produceret hurtige myoner af kosmiske stråler. En langsom myon i hviletilstand eksisterer i 2,22 mikrosekunder, skønt en hurtig myons eksistenstid i hviletilstand er den samme, vil man dog kunne observere, at når den bevæger sig med sine 98% af lystetsmhastighed, bliver dens eksistenstid 5 gange længere.